# Araiya coccinea
Araiya coccinea là một loài nhện trong họ Anyphaenidae.
Loài này thuộc chi Araiya. Araiya coccinea được Eugène Simon miêu tả năm 1884.